# Хансен, Карл Оге
Карл Оге Хансен (дат. Karl Aage Hansen; 4 июля 1921, Месинге, Оденсе — 23 ноября 1990, Гентофте, Копенгаген) — датский футболист, нападающий. Член «Зала Славы» датского футбола.

## Карьера
Карл Оге Хансен начал карьеру в клубе КФУМс. Оттуда он в 1941 году футболист перешёл в «Академиск». Первоначально Хансен играл в полузащите, но затем был переведён в нападение команды. Там он выступал до 1948 года, проведя 111 матчей. Игрок выиграл с командой три чемпионата Дании. В 1948 году нападающий перешёл в английский клуб «Хаддерсфилд Таун». В клубе датчанин был единственным футболистом-любителем среди всей команды. Всего за клуб он провёл 15 игр. В 1949 году Хансен, вместе с партнёром по сборной Йоргеном Сёренсеном, перешёл в итальянскую команду «Аталанта». При чём первоначально его хотел купить «Милан», но по тогдашним правилам итальянского футбола в клубе не могло быть более трёх игроков-иностранцев. Из-за этого россонери были вынуждены уступить Хансена «Аталанте», где дебютировал 11 сентября в матче с «Болоньей», в котором его команда победила 6:2, а сам игрок сделал хет-трик. Всего за первый сезон он провёл 37 матчей и забил 18 голов, став лучшим бомбардиром команды.
В 1950 году клуб «Ювентус» начал искать нового нападающего на место аргентинца Ринальдо Мартино, который возвратился на родину. Датские игроки «Старой Синьоры» Карл Оге Праст и Йон Хансен предложили выкупить контракт их соотечественника, Карл Оге Хансена. Большим плюсом к этому стало то обстоятельство, что Карл Оге уже играл в Италии, а «Ювентус» и «Аталанта» имели хорошие деловые отношения, что ускорило процесс переговоров. В результате Хансен стал игроков «Юве», заплатившим за трансфер нападающего 80 миллионов лир. 10 сентября он дебютировал в составе клуба в матче с «Про Патрией», где сразу забил 2 гола. В первом сезоне футболист стал лучшим бомбардиром «Ювентуса» в серии А, забив 23 гола. Этот результата стал третьим в списке лучших «снайперов» всего чемпионата. А клуб по итогам сезона занял третье место. В следующем сезоне его результативность снизилась, зато клуб стал чемпионом страны. Карл Оге провёл в «Ювентусе» 3 сезона, сыграв в 96 матчах и забив 39 мячей.
В 1953 году Хансен перешёл в «Сампдорию», которая обменяла его на Гульельмо Оппеццо. 13 сентября он дебютировал в составе клуба в матче с «Торино» (1:1). За клуб он сыграл 29 матчей и забил 3 гола. Годом позже футболист стал игроком «Катании», дебютировав 19 сентября во встрече с «Фиорентиной» (1:2). Всего Карл Оге играл 3 сезона, проведя 79 матчей и забив 7 голов. Из трёх сезонов два Хансен играл в серии В. Вместе с ним три сезона провёл и другой иностранец, немец Карл-Хайнц Спикофски. После отъезда из Италии, Хансен уехал в США, где он завершил карьеру в клубе «Данес» из Лос-Анджелеса.
В составе сборной Дании Хансен дебютировал 20 июня 1943 года в матче со Швецией, в котором его команда победила 3:2. В следующий раз Карл Оге сыграл за сборную лишь 2 года спустя — 24 июня 1945 года. 1 июля 1945 года Хансен забил первые голы за Данию, дважды поразив ворота Швеции. 20 октября 1946 года форвард забил 4 гола в матче с Норвегией. В 1948 году он поехал на Олимпийские игры. На этом турнире футболист провёл 3 матча. В полуфинале Дания проиграла со счётом 2:4 проиграла Швеции. В матче за третье место Карл Оге остался на скамье запасных. Последний матч за национальную команду Хансен провёл 10 октября 1948 года с Швецией (0:1). Всего за сборную страны он сыграл 22 матча (12 побед, 3 ничьих и 7 поражений) и забил 17 голов.

## Достижения
- Чемпион Дании: 1942/43, 1944/45, 1946/47
- Чемпион Италии: 1951/52
- Бронзовый призёр Латинского кубка: 1952

## Статистика

### Клубная
| Сезон   | Команда          | Чемпионат              | Чемпионат | Чемпионат | Кубок | Кубок | Еврокубки | Еврокубки | Еврокубки |
| Сезон   | Команда          | Лига                   | Игры      | Голы      | Игры  | Голы  | Игры      | Голы      |           |
| ------- | ---------------- | ---------------------- | --------- | --------- | ----- | ----- | --------- | --------- | --------- |
| 1948/49 | Хаддерсфилд Таун | Футбольная лига Англии | 15        | 3         | ?     | ?     | —         | —         |           |
| 1949/95 | Аталанта         | Серия А                | 37        | 18        | —     | —     | —         | —         |           |
| 1950/51 | Ювентус          | Серия А                | 35        | 23        | —     | —     | 7         | 1         |           |
| 1951/52 | Ювентус          | Серия А                | 31        | 12        | —     | —     | 2         | 1         |           |
| 1952/53 | Ювентус          | Серия А                | 21        | 2         | —     | —     | —         | —         |           |
| Всего   | Ювентус          | Серия А                | 87        | 37        | —     | —     | 9         | 2         |           |
| 1953/54 | Сампдория        | Серия А                | 29        | 3         | —     | —     | —         | —         |           |
| 1954/55 | Катания          | Серия А                | 31        | 2         | —     | —     | —         | —         |           |
| 1955/56 | Катания          | Серия B                | 31        | 3         | —     | —     | —         | —         |           |
| 1952/53 | Катания          | Серия B                | 17        | 2         | —     | —     | —         | —         |           |
| Всего   | Катания          | Серия А и B            | 79        | 7         | —     | —     | —         | —         |           |

1. 1 2  В некоторых источника данные разнятся. В сезоне 1951/1952 — 30 матчей, а в сезоне 1952/1953 — 22

### Международная
| Матчи Карл Оге Хансена за сборную Дании | Матчи Карл Оге Хансена за сборную Дании | Матчи Карл Оге Хансена за сборную Дании | Матчи Карл Оге Хансена за сборную Дании | Матчи Карл Оге Хансена за сборную Дании | Матчи Карл Оге Хансена за сборную Дании | Матчи Карл Оге Хансена за сборную Дании |
| --------------------------------------- | --------------------------------------- | --------------------------------------- | --------------------------------------- | --------------------------------------- | --------------------------------------- | --------------------------------------- |
| №                                       | Дата                                    | Место проведения                        | Оппонент                                | Счёт                                    | Голы                                    | Турнир                                  |
| 1                                       | 20 июня 1943                            | Копенгаген                              | Швеция                                  | 3:2                                     | —                                       | Товарищеский матч                       |
| 2                                       | 24 июня 1945                            | Стокгольм                               | Швеция                                  | 1:2                                     | —                                       | Товарищеский матч                       |
| 3                                       | 1 июля 1945                             | Копенгаген                              | Швеция                                  | 3:4                                     | 2                                       | Товарищеский матч                       |
| 4                                       | 26 августа 1945                         | Копенгаген                              | Норвегия                                | 4:2                                     | 1                                       | Товарищеский матч                       |
| 5                                       | 9 сентября 1945                         | Осло                                    | Норвегия                                | 5:1                                     | 2                                       | Товарищеский матч                       |
| 6                                       | 16 июня 1946                            | Осло                                    | Норвегия                                | 1:2                                     | —                                       | Товарищеский матч                       |
| 7                                       | 23 июля 1946                            | Копенгаген                              | Швеция                                  | 3:1                                     | —                                       | Товарищеский матч                       |
| 8                                       | 8 июля 1946                             | Копенгаген                              | Норвегия                                | 2:0                                     | —                                       | Товарищеский матч                       |
| 9                                       | 17 июля 1946                            | Рейкьявик                               | Исландия                                | 3:0                                     | 1                                       | Товарищеский матч                       |
| 10                                      | 1 сентября 1946                         | Хельсинки                               | Финляндия                               | 5:2                                     | —                                       | Товарищеский матч                       |
| 11                                      | 6 октября 1946                          | Гётеборг                                | Швеция                                  | 3:3                                     | 1                                       | Товарищеский матч                       |
| 12                                      | 20 октября 1946                         | Копенгаген                              | Норвегия                                | 7:1                                     | 4                                       | Товарищеский матч                       |
| 13                                      | 15 июня 1947                            | Копенгаген                              | Швеция                                  | 1:4                                     | 1                                       | Чемпионат Северной Европы               |
| 14                                      | 20 июня 1947                            | Копенгаген                              | Чехословакия                            | 2:2                                     | 1                                       | Товарищеский матч                       |
| 15                                      | 26 июня 1947                            | Стокгольм                               | Швеция                                  | 1:6                                     | —                                       | Товарищеский матч                       |
| 16                                      | 5 октября 1947                          | Орхус                                   | Финляндия                               | 4:1                                     | —                                       | Чемпионат Северной Европы               |
| 17                                      | 26 июня 1948                            | Копенгаген                              | Польша                                  | 8:0                                     | 2                                       | Товарищеский матч                       |
| 18                                      | 31 июля 1948                            | Лондон                                  | Египет                                  | 3:1                                     | 2                                       | Олимпиада                               |
| 19                                      | 5 августа 1948                          | Лондон                                  | Италия                                  | 5:3                                     | —                                       | Олимпиада                               |
| 20                                      | 10 августа 1948                         | Лондон                                  | Швеция                                  | 2:4                                     | —                                       | Олимпиада                               |
| 21                                      | 26 сентября 1948                        | Копенгаген                              | Англия                                  | 0:0                                     | —                                       | Товарищеский матч                       |
| 22                                      | 10 октября 1948                         | Стокгольм                               | Швеция                                  | 0:1                                     | —                                       | Товарищеский матч                       |